# 特例假設
特例假設（ad hoc hypothesis）或稱特设性假说、特設假設，使用於科學與哲學領域，指為了防止某理論被反證而強加的假設。此假設僅適用於此理論，其設置是為了使理論之可證偽性降低而不被推翻，或不修改基本假設，即能適用理論無法解釋的情況。

## 科學應用
科學家們常對依賴於機運、未經證明與缺乏依據的理論持懷疑態度。因此特例假設通常是偽科學的一個特徵。許多科學理解都需要基於對現有理論或假設的更改，但是這有別於試圖強加上解釋，使異常情況變成普遍適用情況的特殊處置。
雖然特例假設的手法並不為科學所認同，但是其假設本身也不一定完全是錯誤的。阿爾伯特·愛因斯坦曾經對廣義相對論提出一個被稱作宇宙學常數的外圍假設，以便允許靜態宇宙的存在，這是一個特例假設。儘管之後愛因斯坦認為這個假設是他「最大的錯誤」，但是他的這個假設卻可用來解釋暗能量。

## 實例
- 燃素說